# Luperosaurus joloensis
Luperosaurus joloensis — вид геконоподібних ящірок родини геконових (Gekkonidae). Ендемік Філіппін. Вид названий на честь американського бізнесмена Чарлза Корфілда за його внесок в підтимку біологічних досліджень і охорони природного середовища на Філіппінах.

## Поширення і екологія
Luperosaurus joloensis мешкають на острові Холо, а також на півострові Замбоанга на заході острова Мінданао. Вони живуть в тропічних лісах, ведуть деревний спосіб життя. Самиці відкладають яйця.